# Shirozuella parenthesis
Shirozuella parenthesis – gatunek chrząszcza z rodziny biedronkowatych i podrodziny Coccinellinae. Występuje w Chinach.

## Taksonomia
Gatunek ten opisany został po raz pierwszy w 2000 roku przez Yu Guoyue w książce pod redakcją Shen Xiaochena i Pei Haichao 河南昆虫分类区系研究 第四卷伏牛山南坡及大别山区昆虫 (ang. The Fauna and Taxonomy of Insects in Henan. Vol. 4. Insects of the Mountains Funiu and Dabie Regions). Jako miejsce typowe wskazano Huangshian w Laojielingu w powiecie Xixia na terenie chińskiej prowincji Henan. Epitet gatunkowy oznacza po łacinie „nawias” i nawiązuje do wzoru na pokrywach tego owada.

## Morfologia
Chrząszcz o podługowato-owalnym, słabo wysklepionym ciele długości od 1,8 do 2,3 mm i szerokości od 1,2 mm do 1,6, z wierzchu porośniętym przerzedzonym owłosieniem. Głowa ma ubarwienie brązowe z ciemnobrązowymi narządami gębowymi. Czoło pokryte jest drobnymi punktami, oddalonymi od siebie na odległość wynoszącą od 1,5 do 2 ich średnic. Przedplecze jest żółtobrązowe z dużą czarną plamą o kwadratowym zarysie, punktowane drobniej niż głowa. Trójkątna tarczka ma ciemnobrązowe ubarwienie. Pokrywy są czarniawe z wąsko zażółconymi wierzchołkami oraz dwoma parami poprzecznych, żółtawobrązowych przepasek, z których pierwsza zakrzywia się C-kształtnie wokół guza barkowego i łączy z nasadowym brzegiem pokryw, a druga jest V-kształtna i leży pośrodku długości pokrywy. Punktowanie pokryw jest większe niż na przedpleczu, bezładne, punkty rozstawione są na odległość wynoszącą od 1 do 3 ich średnic. Spód ciała jest ciemnobrązowy z brązowymi podgięciami pokryw. Przedpiersie i śródpiersie (mezowentryt) są słabo szagrynowane i niewyraźnie punktowane. Odnóża są brązowe. Linie udowe na pierwszym widocznym sternicie odwłoka (wentrycie) są kompletne i dochodzą do 2/3 jego długości. Genitalia samca mają płat środkowy (ang. penis guide) w widoku brzusznym głównie prawie równoległoboczny, tylko w szczytowej ćwiartce stopniowo zwężony ku ściętemu wierzchołkowi, w widoku bocznym zaś smukły, u podstawy najszerszy, stopniowo zwężający się ku zakrzywionemu i zaostrzonemu szczytowi. Smukłe paramery są dłuższe od tegoż płata i na szczytach zakrzywione. Samo prącie jest krótkie i grube. Genitalia samicy mają 5,3 razy dłuższe niż szerokie i ku tępym szczytom zwężone gonokoksyty z małymi, ale wyraźnymi gonostylikami.

## Rozprzestrzenienie
Owad endemiczny dla Chin, znany z Henanu i Shanxi. Spotykany na wysokości od 800 do 1500 m n.p.m.